# Prime de référencement
En économie, une prime de référencement est une somme versée par le fabricant ou le distributeur d'un bien à un détaillant afin que celui-ci accepte de vendre le bien en question ou améliore le positionnement de ce bien dans le magasin. 
Des primes de référencement sont couramment pratiquées dans la grande distribution, les industriels payant pour que leurs produits soient présentés à hauteur du regard dans les linéaires ou en tête de gondole.